# Machar Vaziev
Machar Chasanovič Vaziev (in russo Mаха́р Хаса́нович Вáзиев?; Alagir, 16 giugno 1961) è un ex ballerino e direttore artistico russo.

## Biografia
Dopo gli studi all'Accademia di danza Vaganova, nel 1978 ha iniziato a danzare con il Balletto Mariinskij, da cui è stato ingaggiato ufficialmente nel 1981. Dopo la promozione a solista nel 1986 e primo ballerino nel 1989, ha danzato in molti dei maggiori ruoli del repertorio maschile, tra cui Siegfried ne Il lago dei cigni, Basilio in Don Chisciotte, Albrecht in Giselle, Solor ne La Bayadère, James ne La Sylphide e Jean de Brienne in Raymonda.
Dopo l'addio alle scene, nel 1995 è stato nominato direttore artistico della compagnia, mantenendo la carica fino al 2008. Nei suoi tredici anni alla direzione del Mariinskij, ha contribuito ad ampliare il repertorio della compagnia con opere dei maggiori coreografi occidentali del XX secolo, tra cui Hans van Manen, John Neumeier, Kenneth MacMillan, Harald Lander, Roland Petit, Pierre Lacotte, William Forsythe e George Balanchine. Parallelamente a queste innovazioni, ha preservato lo stile classico della compagnia e il suo repertorio grazie alla ricostruzioni delle coreografie originali di Marius Petipa de La bella addormentata, La Bayadère e Le Réveil de Flore, contribuendo anche alla formazione di una nuova generazione di coreografi, tra cui Aleksej Ratmanskij, e di ballerini, tra cui Svetlana Zacharova, Michail Lobuchin ed Evgenija Viktorovna Obrazcova. Ha contribuito inoltre a rinsaldare i rapporti con l'Occidente dopo la fine della guerra fredda, portando la compagnia pietroburghese in tournée al Lincoln Center, alla Royal Opera House, al Kennedy Center e in numerosi teatri italiani.
Dopo aver terminato bruscamente i rapporti con il Marrinskij a causa delle tensioni con Valerij Abisalovič Gergiev, nel 2008 è stato nominato direttore del Corpo di Ballo del Teatro alla Scala. Al suo periodo alla direzione del teatro milanese è stato attribuito il merito di aver risollevato gli standard tecnici e stilistici della compagnia, oltre ad aver contribuito all'affermazioni di ballerini quali Nicoletta Manni e Claudio Coviello. Pur avendo firmato un contratto per altri tre anni con il Piermarini, nel 2016 ha lasciato Milano ed è stato nominato direttore del Balletto Bol'šoj.
Nel 2021 è stato insignito del titolo di artista del popolo della Federazione Russa.